# Accademia militare "M.V. Frunze"
L'Accademia militare "M.V. Frunze" (in russo Военная академия имени М. В. Фрунзе?), fu il principale istituto educativo militare per gli ufficiali delle Forze armate sovietiche e, successivamente, di quelli della Federazione Russa.
Istituita nel 1918 per addestrare gli ufficiali della neonata Armata Rossa, l'Accademia è stata una delle istituzioni educative militari più prestigiose dell'Unione Sovietica. Dapprima intitolata "Accademia di stato maggiore dell'Armata Rossa", assumendo un ruolo simile al suo predecessore prerivoluzionario, l'Accademia militare "imperatore Nicola", fu ribattezzata "Accademia militare" nel 1921 e poi Accademia militare "M.V. Frunze" nel 1925, in onore di Michail Vasil'evič Frunze, che era stato comandante della stessa.
Divenne un college di stato maggiore con l'aggiunta di corsi per alti ufficiali di comando negli anni '30, prima che questi fossero trasferiti nel 1936 alla neonata Accademia militare di stato maggiore. A questo punto molti dei comandanti più anziani dell'Armata Rossa erano diplomati all'Accademia. Durante la seconda guerra mondiale, un gran numero di personale e studenti furono chiamati a combattere. Molti ottennero decorazioni e premi, tra cui 244 Eroi dell'Unione Sovietica, di cui 18 premiati due volte con tale onorificenza. La formazione e la ricerca presso l'Accademia continuarono durante la guerra.
L'Accademia continuò a formare alti ufficiali per le forze armate sovietiche dopo la guerra, fungendo da trampolino di lancio per coloro che erano indicati per l'alto comando prima che frequentassero l'Accademia militare di stato maggiore generale. È stata classificata come la più prestigiosa di tutte le accademie militari sovietiche, prendendo ufficiali di grado capitano o superiore per un corso di studi di tre anni per prepararli a comandi superiori. L'Accademia offriva anche ricerca e diplomi post laurea in vari aspetti degli studi militari. Tra il 1934 e il 1988, 722 diplomati dell'Accademia ricevettero il titolo di Eroe dell'Unione Sovietica, mentre l'Accademia ricevette l'Ordine di Lenin, l'Ordine di Suvorov di I classe e l'Ordine della Rivoluzione d'ottobre.
L'Accademia ha continuato a funzionare dopo la dissoluzione dell'Unione Sovietica nel 1991. Nel 1998 è stata fusa con l'Accademia militare delle forze corazzate "R.J. Malinovskij" e con i corsi di addestramento per ufficiali di Vystrel per formare l'Accademia militare interforze della Federazione Russa.

## Storia

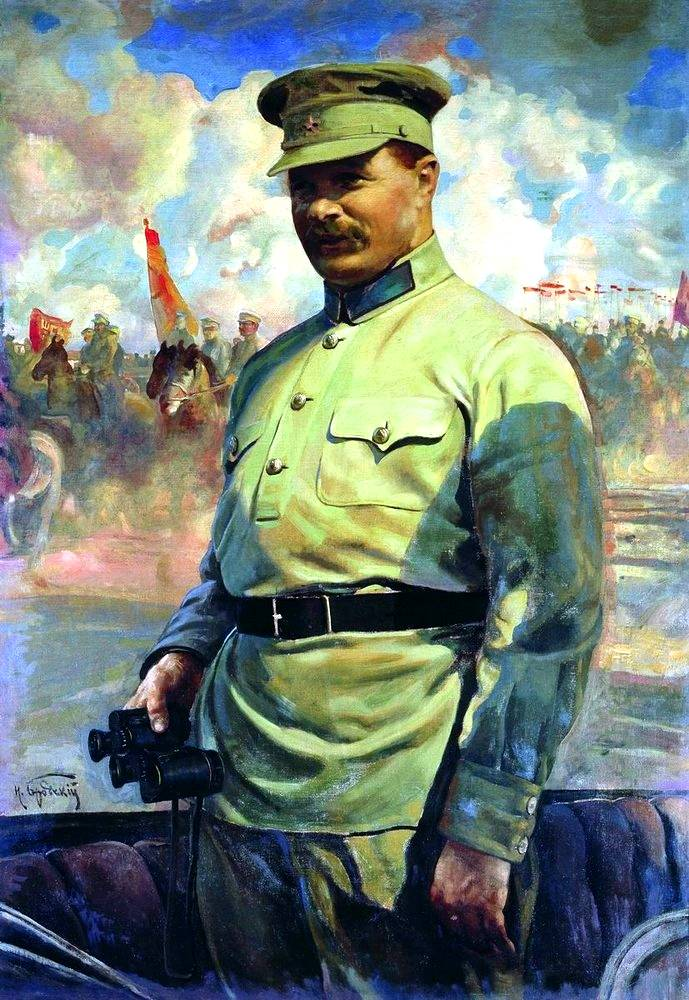
Michail Frunze, un ritratto postumo del 1929 di Isaak Brodskij. Comandante dell'Accademia tra il 1924 e il 1925, e a cui fu successivamente intitolata.

L'istituzione di un'accademia per la formazione degli ufficiali di comando e di stato maggiore era un'innovazione dell'era imperiale, portata avanti presso l'Accademia militare di stato maggiore "Nicola". Con lo scoppio della prima guerra mondiale, le lezioni presso l'Accademia cessarono. Corsi speciali in tempo di guerra per ufficiali di stato maggiore furono istituiti brevemente dal 30 ottobre 1916 su iniziativa del generale Michail Vasil'evič Alekseev, ma chiusi alla fine di aprile 1917.
Le prime battaglie dell'Armata Rossa durante le prime fasi della guerra civile russa dimostrarono che i comandi sul campo di battaglia non potevano essere dati a ex lavoratori e a soldati che avessero poca esperienza con la tattica o con la guida degli uomini. Il 7 ottobre 1918 il Consiglio militare rivoluzionario ordinò la fondazione dell'Accademia di stato maggiore dell'Armata Rossa, con sede a Mosca e che assumeva le funzioni dell'Accademia di stato maggiore dell'era imperiale. La prima immissione di studenti nell'Accademia fu il 25 novembre dello stesso anno, composta da 183 persone, e l'apertura ufficiale dell'Accademia fu l'8 dicembre 1918.
Venne ribattezzata Accademia Militare dell'Armata Rossa il 5 agosto 1921. Diversi anni dopo, il 5 novembre 1925, fu ribattezzata Accademia militare M.V. Frunze in onore di Michail Vasil'evič Frunze, che aveva comandato l'Accademia tra il 19 aprile 1924 e la sua morte il 31 ottobre 1925.
Corsi superiori furono aggiunti nel 1921 e ampliati nel 1925 per diventare i corsi noti come KUVNAS per fornire una formazione avanzata in scienze militari per i primi laureati. Questi corsi divennero la base per l'Accademia Militare di Stato Maggiore, che fu scissa dall'Accademia Militare Frunze nel 1936. Il 18 gennaio 1934 l'Accademia fu insignita dell'Ordine di Lenin e divenne nota come l'Accademia della Bandiera Rossa dell'Ordine di Lenin intitolata a M.V. Frunze.
Dal 1922 l'accademia aveva occupato una sede in Via Prečistenka, nel Palazzo Dolgorukov, espropriato. Un nuovo edificio fu progettato da Lev Rudnev, con l'accademia che vi si trasferì nell'agosto del 1937. La formazione per quel semestre iniziò il 1º settembre. L'accademia, in comune con molte altre istituzioni sovietiche di educazione militare, soffrì durante le grandi purghe della fine degli anni '30. Il comandante e molti dei capi dipartimento e professori senior furono arrestati e giustiziati con poca giustizia. Nel 1941 più di 7 500 dipendenti si erano diplomati all'Accademia.

### Tempo di guerra
Dopo l'invasione dell'Unione Sovietica da parte dell'Asse nel giugno 1941, molti studenti e insegnanti dell'Accademia furono assegnati a ruoli attivi. Tra giugno e luglio 1941, 43 generali e 167 alti ufficiali furono inviati al fronte dall'accademia, molti dei quali occuparono posizioni elevate nello sforzo di difesa sovietica. Quattro furono nominati comandanti di reggimento, undici comandanti di brigata di fanteria e capi di stato maggiore, quarantadue capi di stato maggiore di divisione, ventuno comandanti di divisione, sei comandanti di corpo e capi di stato maggiore, ventidue quartier generale dell'esercito e quaranta -quattro al quartier generale anteriore. Coloro che rimasero all'accademia furono presto occupati nella preparazione di linee difensive e fortificazioni intorno a Mosca e nell'addestramento di unità di milizia.

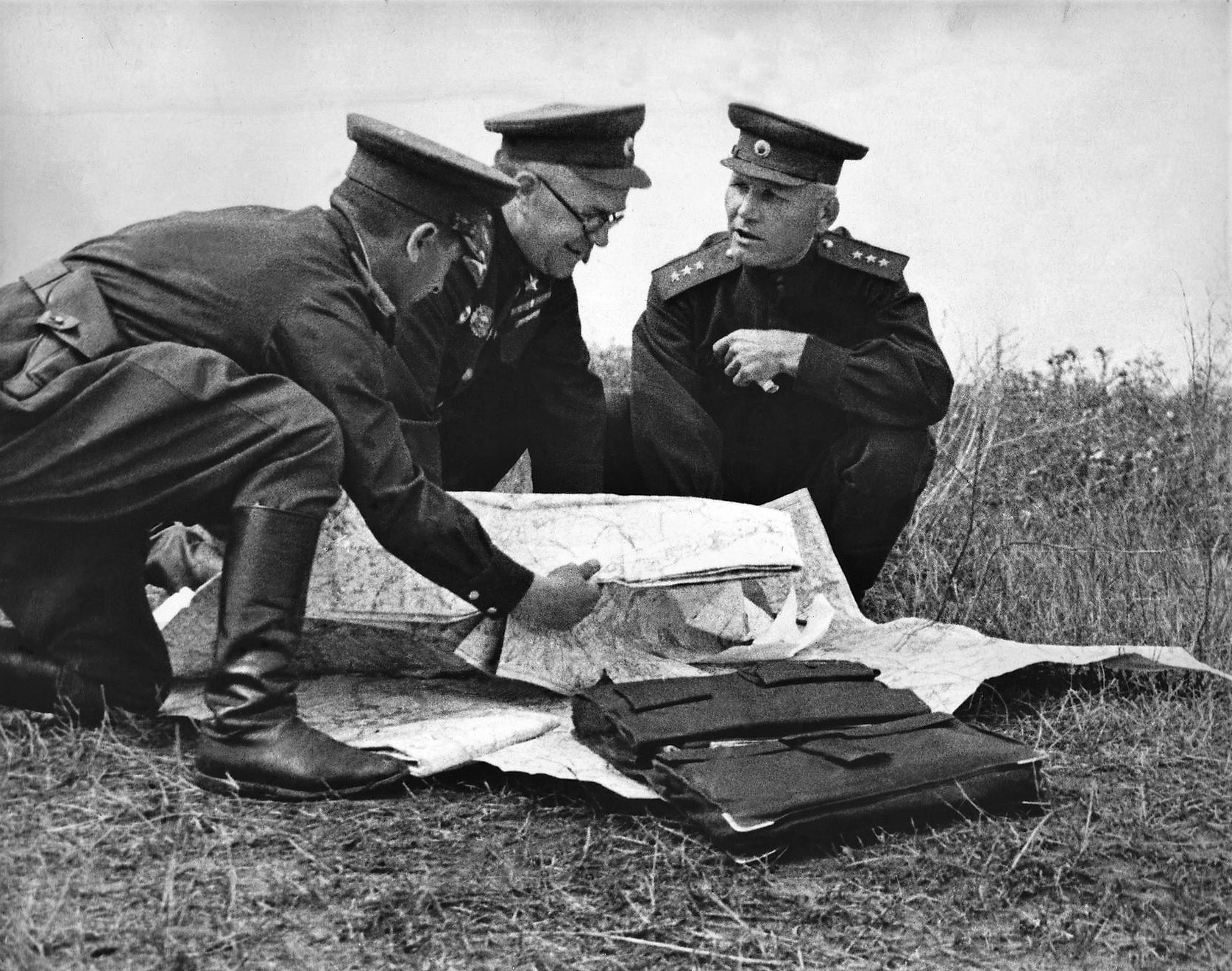
Georgij Konstantinovič Žukov e Ivan Stepanovič Konev nel 1943, entrambi diplomati all'Accademia

Le attività di addestramento continuarono durante la guerra, con un programma abbreviato per gli ufficiali di comando per collegare i livelli di reggimento e divisione e dal 1944 in poi per i livelli di divisione e corpo. Per far fronte alla carenza di personale, furono iscritti anche coloro che avevano un'istruzione secondaria e si qualificavano come luogotenenti minori. Con il progredire della guerra, nel 1944 fu fornito addestramento anche agli ufficiali con armi combinate nelle unità di divisione e di corpo.
Il lavoro di ricerca scientifica continuò durante la guerra, raccogliendo l'esperienza raccolta durante le operazioni di combattimento e producendo riassunti delle attività di combattimento in prima linea, manuali di tattica, geografia militare e storia dell'arte militare. Il 21 febbraio 1945 l'Accademia ricevette l'Ordine di Suvorov di I Classe dal Presidium del Soviet Supremo dell'URSS, e divenne la Bandiera Rossa Ordine di Lenin e Ordine di Suvorov I Classe Accademia Militare intitolata a M.V. Frunze.

### Dopo la guerra
Dopo la guerra l'accademia continuò a formare ufficiali con armi combinate, istituendo una facoltà per incorporare innovazioni tattiche e strategiche sviluppate durante la seconda guerra mondiale e successivi progressi nella scienza e nella tecnologia. Con gli sviluppi nelle armi nucleari, l'accademia addestrò gli ufficiali all'uso di carri armati, unità di fucili a motore, aviazione e artiglieria in una possibile guerra nucleare. Nel 1978 fu insignito dell'Ordine della Rivoluzione d'ottobre, diventando gli Ordini di Lenin e la Rivoluzione d'Ottobre, la Bandiera Rossa Ordine di Suvorov Accademia militare intitolata a M.V. Frunze. A partire dal 1979, l'Accademia aveva cattedre di discipline tattiche operative come il marxismo-leninismo, la storia del PCUS e il lavoro di partito politico, nonché la storia della guerra e dell'arte militare, le lingue straniere e altre materie.
L'accademia ha continuato ad operare dopo la dissoluzione dell'Unione Sovietica nel 1991, addestrando ufficiali per le forze armate russe. Il 29 agosto 1998, in conformità con il decreto governativo n. 1009, l'accademia fu unita all'Accademia militare delle forze corazzate "R.J. Malinovskij" e ai corsi di formazione per ufficiali di Vystrel per formare l'Accademia militare interforze della Federazione Russa.

## Formazione scolastica

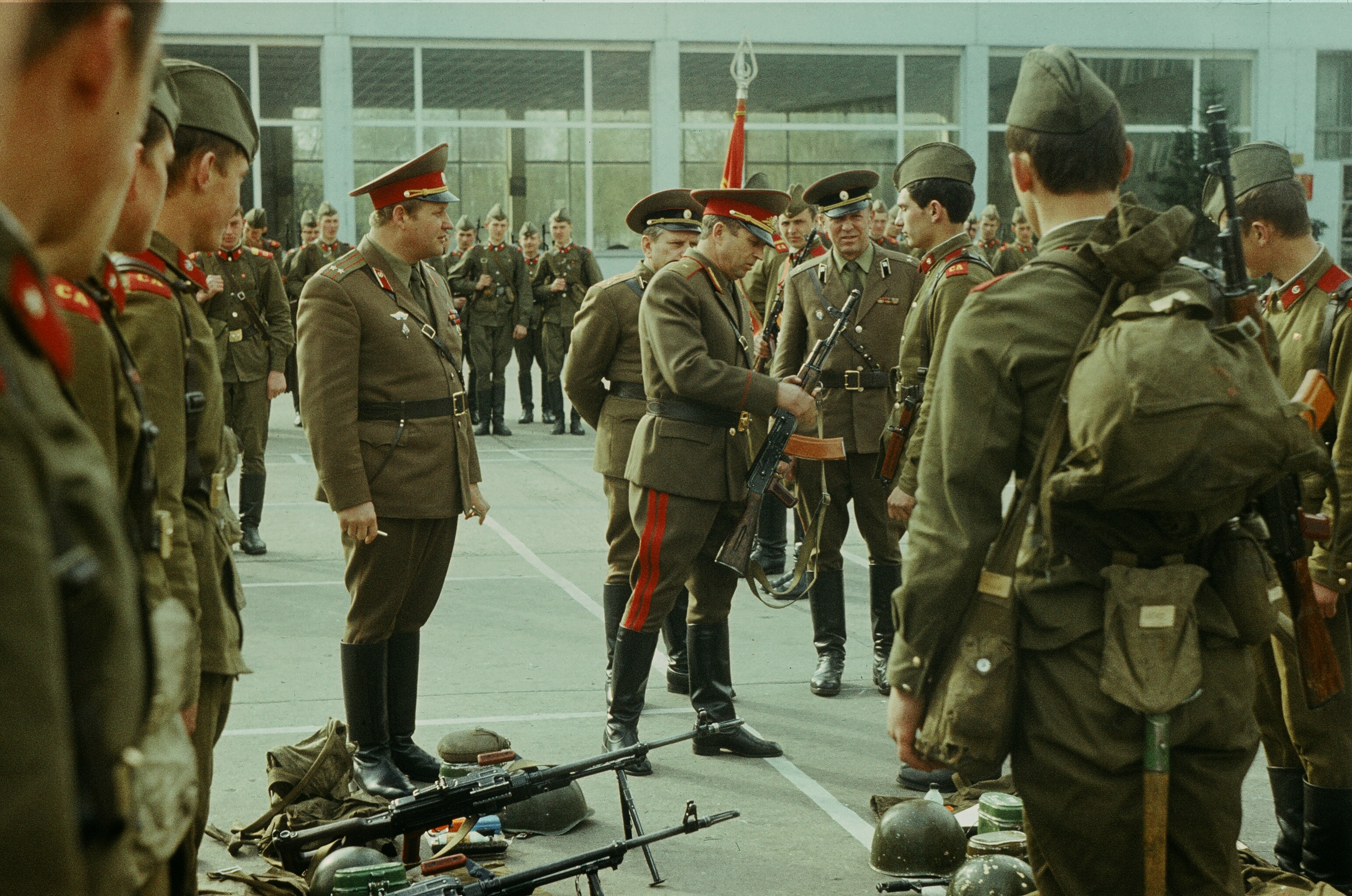
Truppe e ufficiali sovietici nel 1981. Negli anni '80 molti degli ufficiali di grado superiore delle forze di terra sovietiche erano diplomati all'Accademia

Con la scissione dei corsi strategici superiori nella nuova Accademia Militare di Stato Maggiore Generale nel 1936, l'Accademia Militare di Frunze si concentrò sulla preparazione degli ufficiali per la guerra armata interforze. La maggior parte degli studenti proveniva dalle forze di terra sovietiche, anche se c'erano quelli di altri servizi, in particolare le forze aeree e le forze di difesa aerea. Un lavoro della fine degli anni '70 registrò che un terzo degli studenti si era diplomato in una delle scuole militari di Suvorov del paese. Gli studenti generalmente entravano per un corso di studi triennale, solitamente al grado di capitano. Al termine degli studi, i laureati di solito si qualificavano per la promozione al grado di maggiore. Oltre agli ufficiali dell'Unione Sovietica, gli studenti provenivano anche dalle forze armate del Patto di Varsavia e di altri paesi associati.
Durante il periodo sovietico l'Accademia aveva dipartimenti sulle discipline tattiche operative, marxismo-leninismo, storia del Partito Comunista e del suo lavoro, storia della guerra e dell'arte militare, lingue straniere e altro. Gli studi sono stati supportati da una biblioteca contenente oltre due milioni di volumi. L'accademia era anche un importante centro per la ricerca scientifica militare, offrendo programmi post laurea e di ricerca che portavano al conseguimento di diplomi o dottorati. Alla fine degli anni '70 era considerata la più prestigiosa delle diciassette accademie militari sovietiche. I candidati hanno frequentato l'accademia dopo essersi diplomati in uno dei college di addestramento militare superiore e aver trascorso un po' di tempo in servizio attivo. Dopo essersi diplomati all'Accademia, e successivamente aver raggiunto il grado di colonnello o simile, i candidati più capaci furono quindi considerati per l'ingresso all'Accademia di stato maggiore, e quindi ai gradi e alle alte sfere dell'esercito sovietico.

## Facoltà

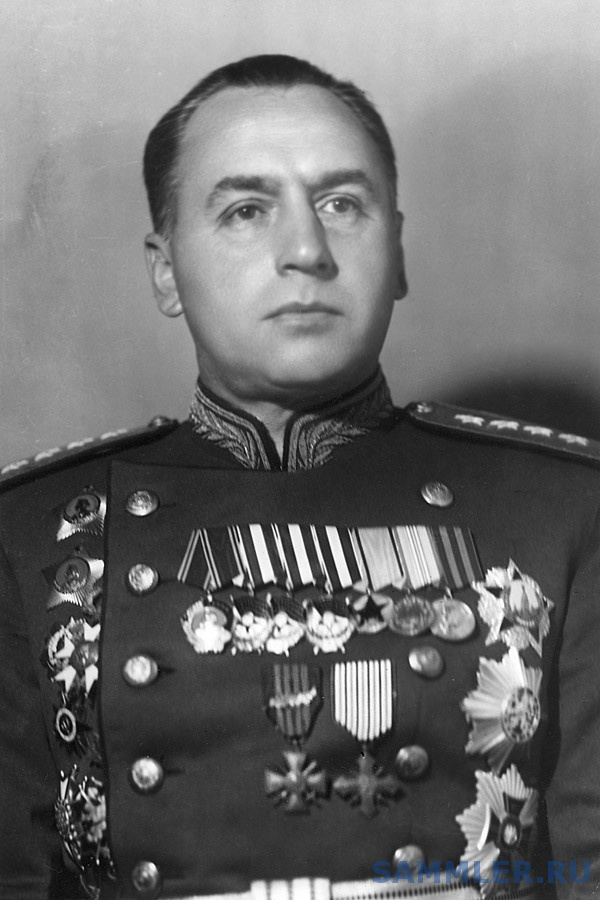
Aleksej Innokent'evič Antonov, uno dei numerosi diplomati dell'accademia che sono tornati per assumere incarichi di insegnamento

La facoltà di insegnamento dell'accademia spesso teneva gradi militari di alto livello insieme a qualifiche accademiche superiori. Il comandante dell'accademia di solito ricopriva il grado di generale e alla fine degli anni '70 tra i venticinque e i cinquanta ufficiali generali insegnavano all'accademia. Tra i primi comandanti militari che insegnarono all'accademia c'era Aleksej Innokent'evič Antonov, che fu studente presso l'accademia tra il 1928 e il 1931, e tornò nel dicembre 1938 come docente alla facoltà di tattica generale, diventando professore senior nel febbraio 1940 e vice capo della facoltà nel gennaio 1941.

## Graduati
Alcuni dei primi diplomati dell'accademia passarono a ranghi elevati, tra i quali c'erano i futuri marescialli dell'Unione Sovietica Nikolaj Nikolaevič Voronov, Kirill Afanas'evič Mereckov, Vasilij Danilovič Sokolovskij e Vasilij Ivanovič Čapaev. Durante la seconda guerra mondiale un totale di ventiquattro diplomati all'accademia aveva il comando di fronti o eserciti. Tra loro c'erano i marescialli Georgij Konstantinovič Žukov, Leonid Aleksandrovič Govorov, Ivan Stepanovič Konev, Rodion Jakovlevič Malinovskij, Kirill Afanas'evič Mereckov, Fëdor Ivanovič Tolbuchin, Konstantin Konstantinovič Rokossovskij, i generali d'armata Andrej Ivanovič Erëmenko, Ivan Christoforovič Bagramjan e i generali Hamazasp Babadzhanian, Pavel Fëdorovič Batickij, Pavel Belov, Pavel Ivanovič Batov, Afanasij Pavlant'evič Beloborodov, Aleksandr Gorbatov, Michail Grigor'evič Efremov, Lev Dovator, Pëtr Kirillovič Koševoj, David Dragunskij, Aleksandr Lizijukov, Issa Pliev e Vasilij Ivanovič Čujkov, tra gli altri. Durante la seconda guerra mondiale 244 diplomati dell'accademia ricevettero il titolo di Eroe dell'Unione Sovietica, con altri 18 che ricevettero il titolo due volte. Tra il 1934 e il 1988, 722 diplomati dell'Accademia ricevettero il titolo di Eroe dell'Unione Sovietica.

## Comandanti
Il primo comandante dell'accademia fu Anton Klimovič, un generale maggiore e comandante di divisione, che aveva prestato servizio nella guerra russo-giapponese e nella prima guerra mondiale.
- Anton Klimovič (1918-1919)[12]
- Andrej Snesarev (1919-1921)[12]
- Michail Nikolaevič Tuchačevskij (1921-1922)[12]
- Anatolij Gekker (1922)[12]
- Pavel Pavlovič Lebedev (1922–1924)[12]
- Michail Vasil'evič Frunze (1924-1925)[12]
- Roberts Eidemanis (1925-1932)[12]
- Boris Michajlovič Šapošnikov (1932-1935)[12]
- Avgust Kork (1935-1937)[12]
- Nikolaj Verëvkin-Rachal'skij (1937-1939)[12]
- Michail Semënovič Chozin (1939-1941)[13]
- Nikolaj Verëvkin-Rachal'skij (1941-1944)[12]
- Nikandr Čibisov (1944-1948)[13]
- Vjačeslav Cvetaev (1948-1950)[13]
- Aleksej Semënovič Žadov (1950-1954)[13]
- Pavel Alekseevič Kuročkin (1954-1968)[2][13]
- Andrej Stučenko (1968-1969)[2][13]
- Oleksij Radzijevs'kyj (1969-1978)[2][13]
- Pavlo Vasyl'ovyč Mel'nykov (1978-1982)[2][13]
- Gennadij Obaturov (1982-1985)[13]
- Vladimir Končic (1985-1991)[13]
- Vladimir Lobov (1991)[14]
- Fëdor Kuz'min (1992-1997)[14]
- Leonid Zolotov (1997-1998)[14]